# 大橋英吉
大橋 英吉（おおはし えいきち、1902年11月18日 - 1987年9月23日）は、日本の実業家。元いすゞ自動車社長。勲二等瑞宝章。

## 人物
岐阜県出身。1920年旧制岐阜中学校（のちの岐阜県立岐阜高等学校）卒業。のちに第三代在京岐阜高校同窓会会長を務めた。
1928年旧制東京商科大学（のちの一橋大学）卒業後、東京石川島造船所自動車部（のちのいすゞ自動車）に入る。
1965年いすゞ自動車社長に就任。自動車業界再編の中、1966年に富士重工業と提携。同年藍綬褒章受章。1970年に日産自動車と提携。
1970年日産自動車との提携を機に社長を退任。この退任は、ワンマン社長として知られた大橋が、同じくワンマン社長として知られ、大学の1年後輩である、日産自動車の川又克二社長に主導権を握られるのを嫌ったことが理由との見方もされた。1973年勲二等瑞宝章受章。
1987年東京都渋谷区富ヶ谷の自宅で死去。享年84。
長男の大橋浩は同じく一橋大学出身の実業家で、東京海上火災副社長等を務めた。